# Larbaâ (Batna)
Larbaâ è un comune dell'Algeria, situato nella provincia di Batna.